# 새우 양식

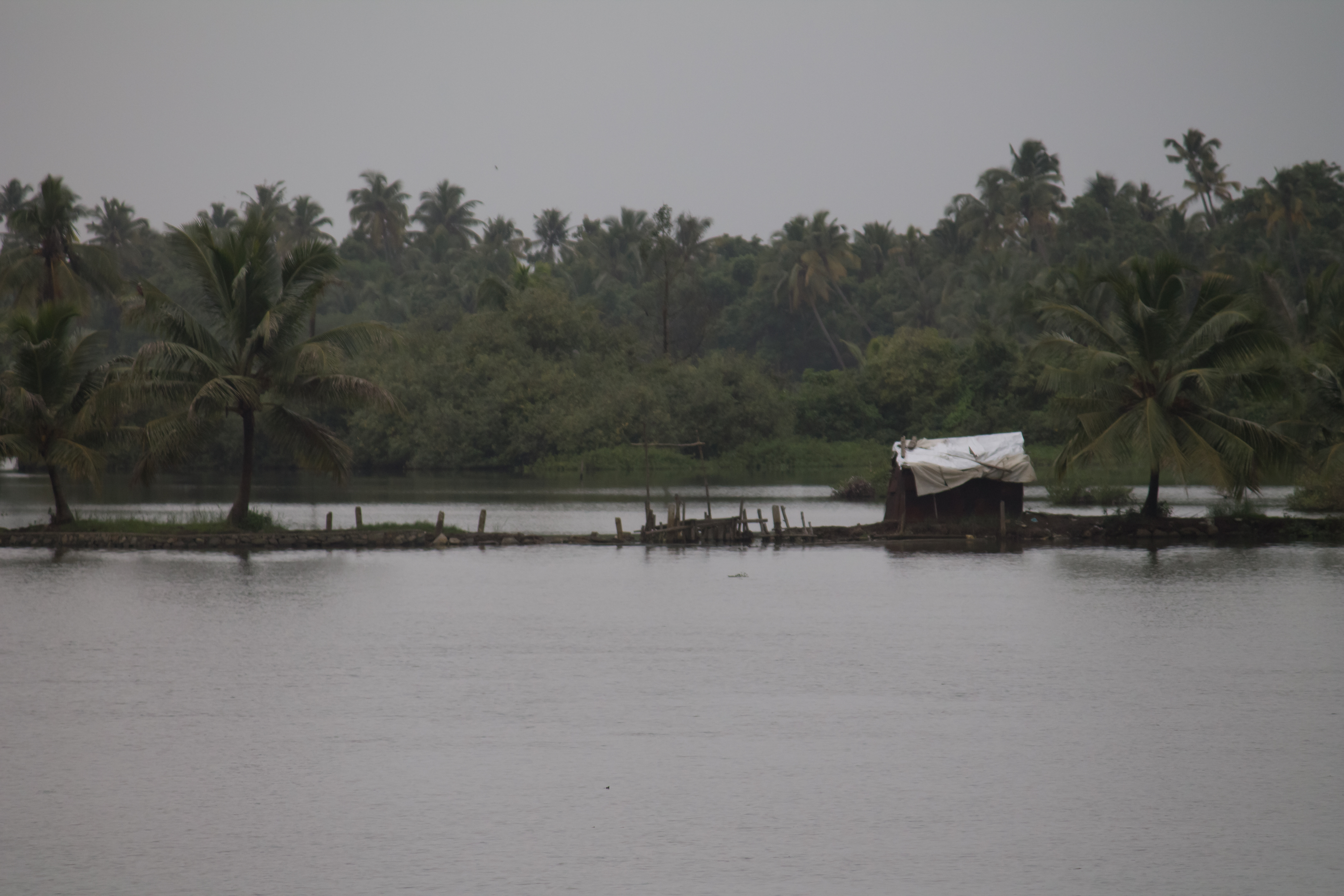
인도 케랄라 주의 전통적인 새우 농장의 수문은 새우를 수확하기 위해 조수를 이용한다.

새우 양식(영어: shrimp farming)은 생이하목이나 수상새아목에 속한 바닷물, 민물 새우를 양식하는 사업이다.

## 바다

대한민국의 새우 농장의 새우 생육 수조

상업적인 바다 새우 양식은 1970년에 시작되었고, 생산량은 특히 미국, 일본, 서유럽의 시장의 요구에 발맞추기 위해 가파르게 증가하였다. 양식 새우의 세계 총 생산량은 2003년에 1,600 만 톤에 육박했고, 가치는 90억 달러에 육박했다. 양식 새우의 70%는 아시아, 특히 중국과 인도네시아에서 생산된다. 나머지는 주로 라틴아메리카에서 생산되는데, 브라질, 에콰도르, 멕시코에서 제일 많이 생산된다. 최대 수출국은 인도네시아이다.
동남아시아에서 새우 양식은 전통적인 소규모의 사업에서 국제적 사업으로 탈바꿈했다. 기술적인 진보가 이루어져 새우를 아주 빽빽하게 기를 수 있게 되었고, 친어는 전 세계로 선적된다. 거의 모든 양식 새우는 보리새우과에 속하며, 흰다리새우와 블랙타이거새우의 단 두 종이 모든 양식 새우의 80%를 차지한다. 이러한 산업적인 단일양식은 질병에 굉장히 취약하여, 어떤 지역에서 양식 새우가 절멸하는 사례가 몇 번 있었다. 증가하는 생태학적 문제, 질병의 유행의 반복, NGO와 소비국의 압박과 비판으로 인해 1990년대 후반에 업계 관행이 변화되었고 일반적으로 정부의 규제가 강화되었다. 1999년에  정부 조직, 산업 대표자, 환경 조직이 참여하여 좀 더 지속 가능한 양식을 개발하고 촉진하기 위한 프로그램이 시작되었다.

## 민물

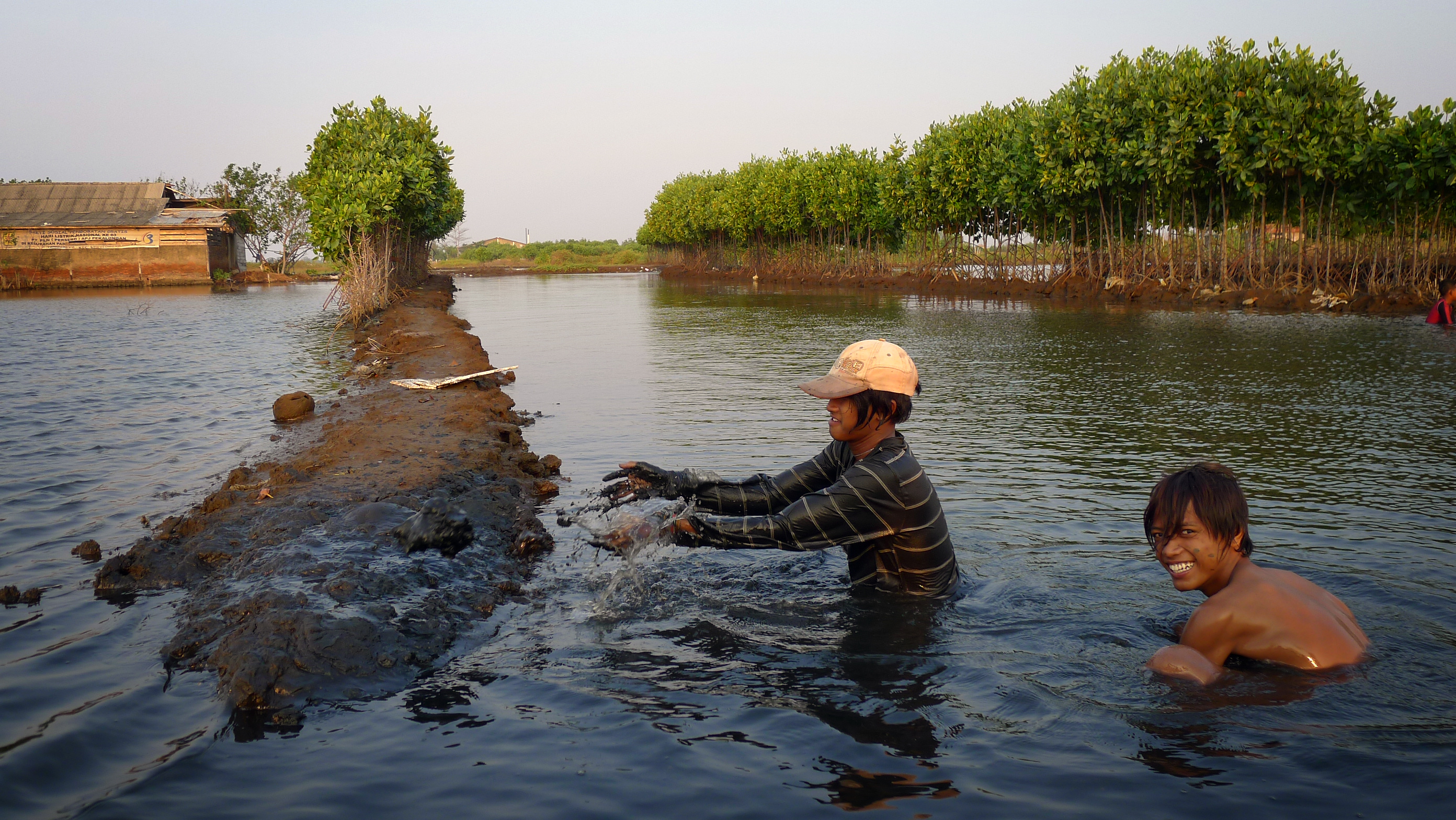
인도네시아 프칼롱안에서 새우 농장을 짓는 농부

민물 새우 양식은 바다 새우 양식과 많은 특징, 문제를 공유한다. 민물 새우 양식의 고유한 문제는 주로 양식되는 큰징거미새우의 생애주기로 인해 생겨났다. 2010년에는 전세계의 민물 양식은 67만 톤에 달했으며, 중국이 그 중 92%를 생산했다.

## 동물권
안병 절제는 갑각류의 눈자루를 한 쪽이나 양 쪽을 절제하는 것이다. 연구용이든 상업적 새우잡이이든 전 세계의 거의 모든 바다 새우 성숙, 번식 시설에서 암컷 새우의 눈자루를 일상적으로 절제한다. 눈자루가 절제된 암컷 새우는 난소를 발달시키고 포란하게 된다.
암컷들은 갇힌 상태에서 난소의 발달이 억제되는 경향이 있다. 새우들이 갇힌 상태에서 난소를 발달시켜 포란할 수 있더라도, 눈자루를 절제하면 번식에 참여하는 암컷의 비율과 전체적인 산란량이 증가한다. 암컷의 눈자루가 절제되면, 대개 짧게는 3일에서 10일 사이에 난소가 완전히 발달된다.

## 참고 문서
- 무척추동물의 고통

## 같이 보기
- 맹그로브